# Salvatore Nicolosi
Salvatore Nicolosi (ur. 20 lutego 1922 w Pedarze, zm. 10 stycznia 2014 w Noto) – włoski duchowny katolicki, biskup diecezjalny Noto w latach 1970-1998.

## Życiorys
Salvatore Nicolosi urodził się 20 lutego 1922 roku. 22 października 1944 roku otrzymał święcenia kapłańskie, a w dniu 21 marca 1963 roku został wyznaczony na biskupa diecezji Lipari. Sakrę otrzymał 21 kwietnia 1963 roku. 27 czerwca 1970 roku został przeniesiony do diecezji Noto. 19 czerwca 1998 roku przeszedł na emeryturę. Zmarł 10 stycznia 2014 roku w wieku 91 lat.